# Bodysurfing

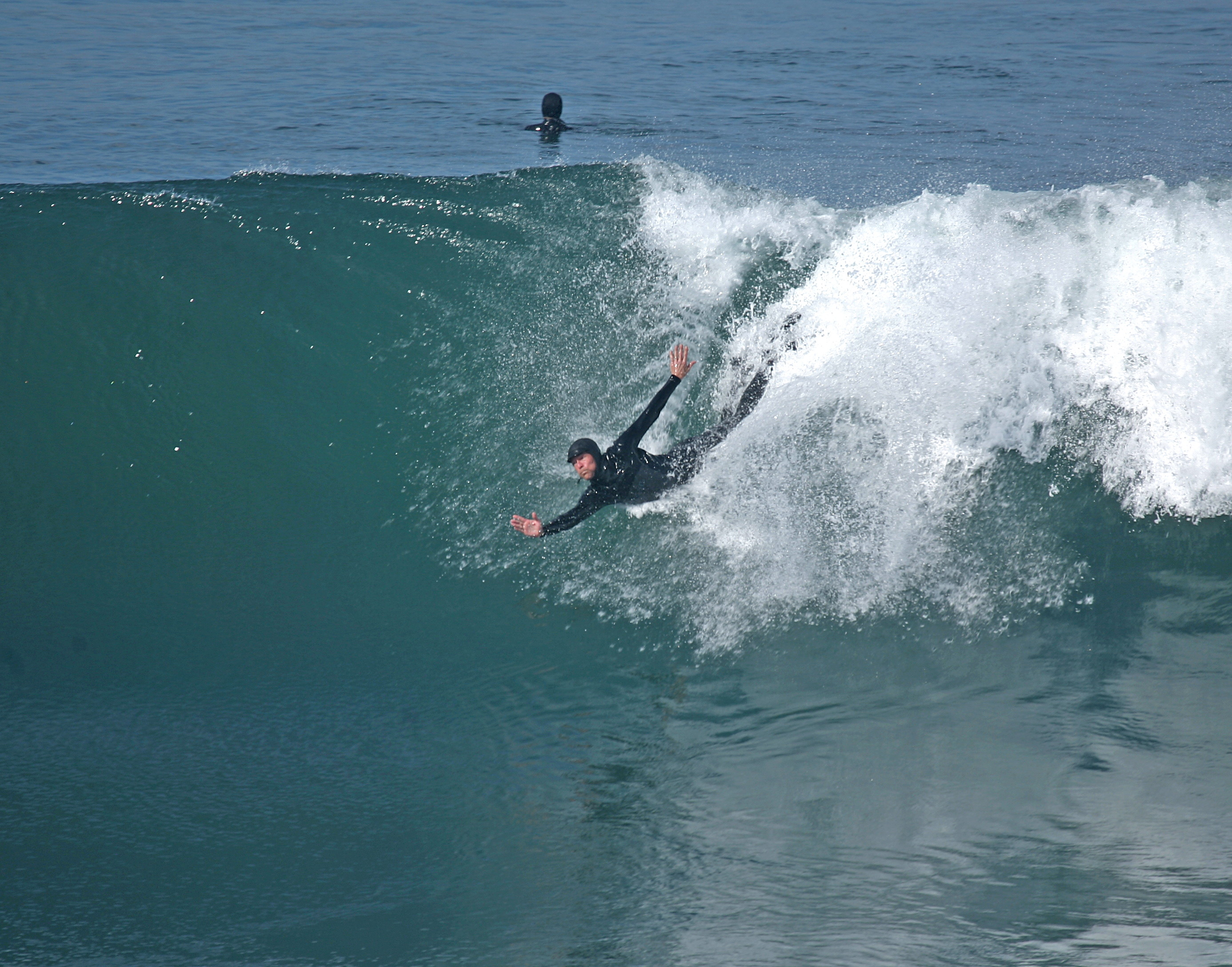
Bodysurfing in San Diego, California

Bodysurfing är en sorts surfing som utförs helt utan någon form av surfbräda eller bodyboard. En bodysurfare använder oftast simfenor och ibland en speciell handske med en förstorad och styv handflata för att ge planing och styrning på vattenytan. Bodysurfing kräver branta vågor vilket innebär att man tvingas vara nära den punkt där vågen bryter. 
Bodysurfing kan även göras på stora vågor men görs normalt inte på de allra största vågorna i samband med tow-in surfing på grund av svårigheten att kontrollera kroppsformen i kontakt med vattenytan vid höga hastigheter.
En mer lekfull form av bodysurfing kan utövas efter en våg har brutit då vitvattnet rullar fram mot stranden och gör det tämligen lätt att få en skjuts. 

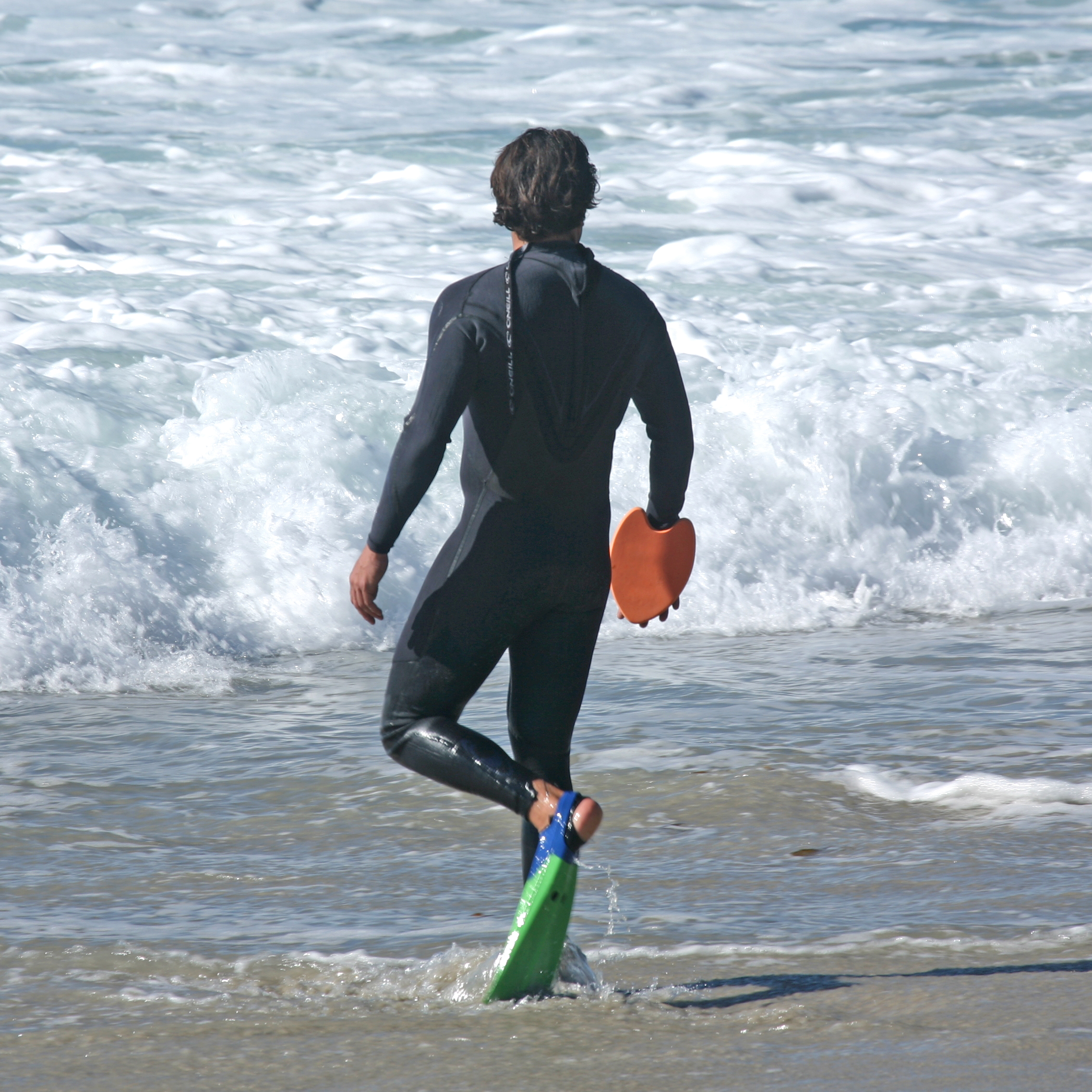
Bodysurfing in San Diego, California
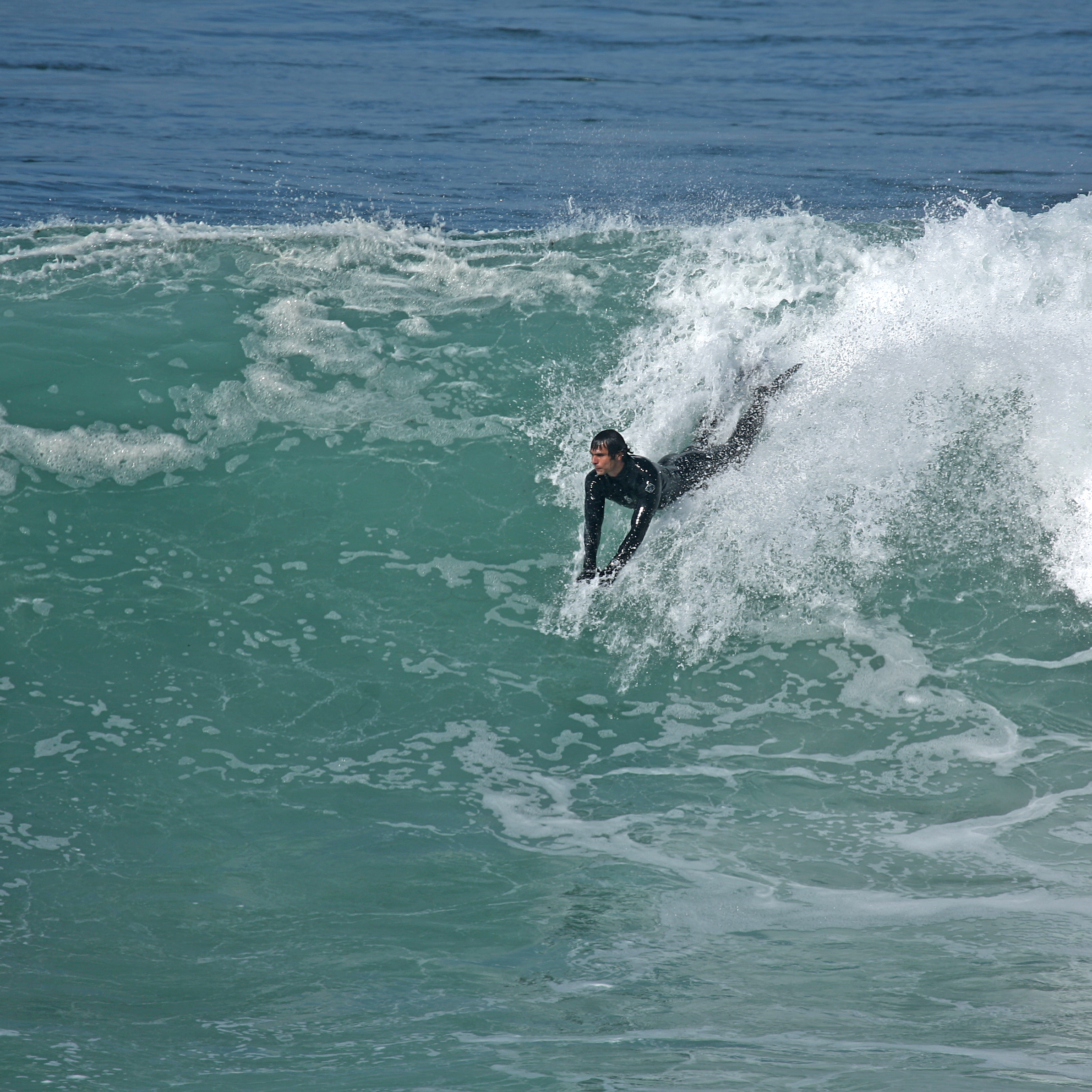
Bodysurfing in San Diego, California
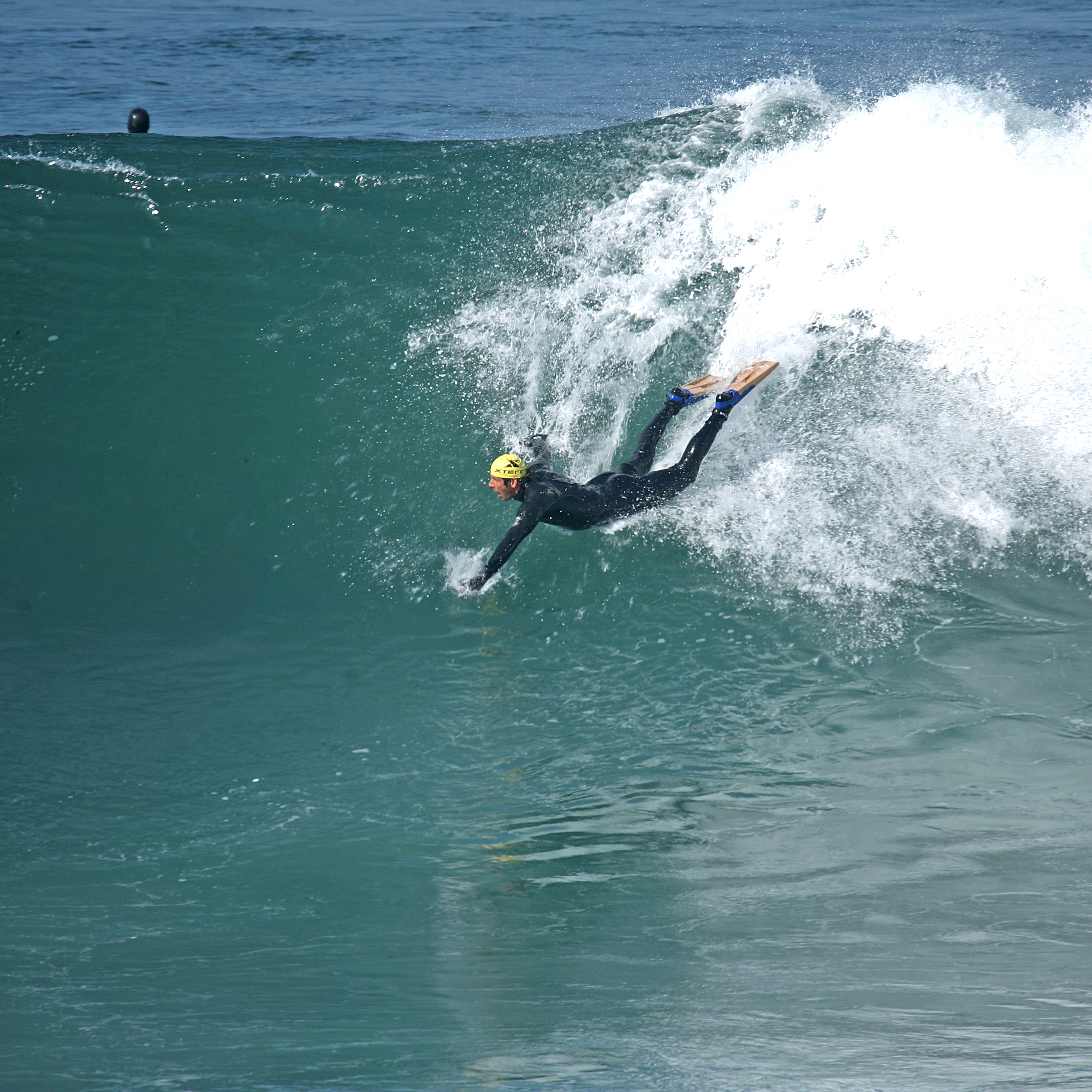
Bodysurfing in San Diego, California